# Chris Waddle
Christopher Roland "Chris" Waddle, född 14 december 1960 i Felling, Tyne and Wear, England, är en före detta professionell engelsk fotbollsspelare och manager. Han spelade 62 landskamper mellan 1986 och 1991 för det engelska landslaget. 
1980 började Waddle spela för Newcastle United hans första stora klubb. Under säsongen 1984-85 var Waddle i så bra form att han på våren 1985 blev invald i den engelska ligans All-star elva (PFA Team of the Year). I juli 1985 flyttade han från Newcastle United till Tottenham Hotspur FC. Waddle spelade yttermittfältare i Tottenham och var då klubbkamrat med bland annat Osvaldo Ardiles, Glenn Hoddle och Paul Gascoigne. I Tottenham etablerade han sig själv som engelsk landslagsspelare med bland annat VM 1986 och VM 1990 på meritlistan. Han blev syndabock tillsammans med Stuart Pearce efter att ha missat sin straff i VM-semifinalen 1990 mot Västtyskland. 
Efter att ha gjort 33 mål på 138 matcher för Tottenham flyttade han i juli 1989 till franska Olympic Marseille för 4,5 miljoner pund. Det var då den tredje högsta övergångssumman i världen för en fotbollsspelare. Med hjälp av försäljningen av Waddle fick Tottenham  råd att samma månad köpa Gary Lineker från Barcelona. Waddle blev fransk mästare med Olympic Marseilles 1990, 1991 och 1992. Waddle återvände till England 1992 för att spela med Sheffield Wednesday.
De engelska fotbollsjournalisterna valde Waddle till den engelska ligans bästa spelare under säsongen 1992-93.